# Cardionema congestum
Cardionema congestum là loài thực vật có hoa thuộc họ Cẩm chướng. Loài này được (Benth.) A.Nelson & J.F.Macbr. mô tả khoa học đầu tiên năm 1913.